# Irene (satèl·lit)
Irene, també conegut com Júpiter LVII (designació provisional S/2003 J 5) és un satèl·lit natural retrògrad irregular del planeta Júpiter. Fou descobert l'any 2003 per un equip de la Universitat de Hawaii liderat per Scott Sheppard.

## Característiques
Té un diàmetre d'uns 4 quilòmetres, i orbita Júpiter a una distància mitjana de 23,974 milions de km en 758,341 dies, a una inclinació de 166 º a l'eclíptica (167° a l'equador de Júpiter), en una direcció retrògrada i amb una excentricitat de 0,307.
Pertany al grup de Carme, compost pels satèl·lits irregulars retrògrads de Júpiter en òrbites entre els 23 i 24 milions de km i en una inclinació d'uns 165 °.

## Denominació
S/2003 J 5 fou descobert per l'equip de Shepard el 6 de febrer de 2003 i la descoberta fou anunciada el 4 de març del mateix any. Com que la seva òrbita no ha estat confirmada, encara conserva la seva designació provisional que indica que fou el cinquè satèl·lit descobert al voltant de Júpiter l'any 2003.